# 侨汇券

1991年黑龙江省发行的侨汇商品供应证（侨汇券）

侨汇券，依发行地区不同又称作“侨汇物资供应证”、“侨汇商品供应证”等，是中华人民共和国于1958年至1994年发行的一种在境内特定场合流通、使用，面额与人民币等值的一种特定货币，但不是另一种货币。与20世纪70年代末至90年代初发行的外汇券类似，都是兴起于匮乏时期，消亡于丰富年代的特殊票证。

## 沿革
中华人民共和国成立之后，部分地区出现了侨眷因担心被扣上“不与资产阶级划清界限”的罪名而不敢领取侨汇的情况。此事经由时任国务院华侨事务委员会常务副主任廖承志传达给国务院总理周恩来。周恩来对“接受侨汇就是接受剥削”的说法极为不满，随后签署了《国务院关于贯彻保护侨汇政策的命令》，明确表示华侨接受侨汇是合理合法的，是利国利民的；他们对自己的合法收入，具有所有权和自由支配权。
而当时中国大陆实行统购统销，居民即使有钱也很难买到东西，海外华侨只得将饼干、罐头、黄油等寄往国内，导致侨汇下降。在这种情况下，华侨事务委员会决定发行侨汇券。侨眷可以根据所持侨汇的多少，按照官方汇率牌价换取侨汇券；根据侨汇券上记录的数量，供给一定数量的粮、油、糖等属于统购统销的物资。1957年7月30日，国务院批准了“关于争取侨汇问题”的指示。1958年，福建省率先发行了侨汇券，随后广东、广西、上海、湖南等十三个省、市、自治区相继开始发行侨汇券。在物资匮乏的年代，侨眷可凭侨汇券到当地的华侨商店、友谊商店等购买部分生活必需品或紧俏高档商品。
“文化大革命”期间，有海外关系的人被认为“有问题”，受到歧视，侨汇券也一度作废，直到文革结束才恢复。1994年1月1日起，中国外汇管理体制改革，实行了人民币官方汇率和市场调剂汇率的并轨，侨汇券和外汇券一道退出历史舞台。
同外汇券一样，作为一种特殊时代的特殊的票据，侨汇券现在已成为收藏的对象。

## 种类
侨汇券由各省、自治区、直辖市以及某些省辖市发行，一般有效期为一至两年。通常侨汇券上会附有粮票、布票、棉票、副食品购买券、工业品购买券等各种票证。此外，有些省的侨汇券还印有肥皂票、煤票、油票等稀有票证。